# Monte d’Accoddi

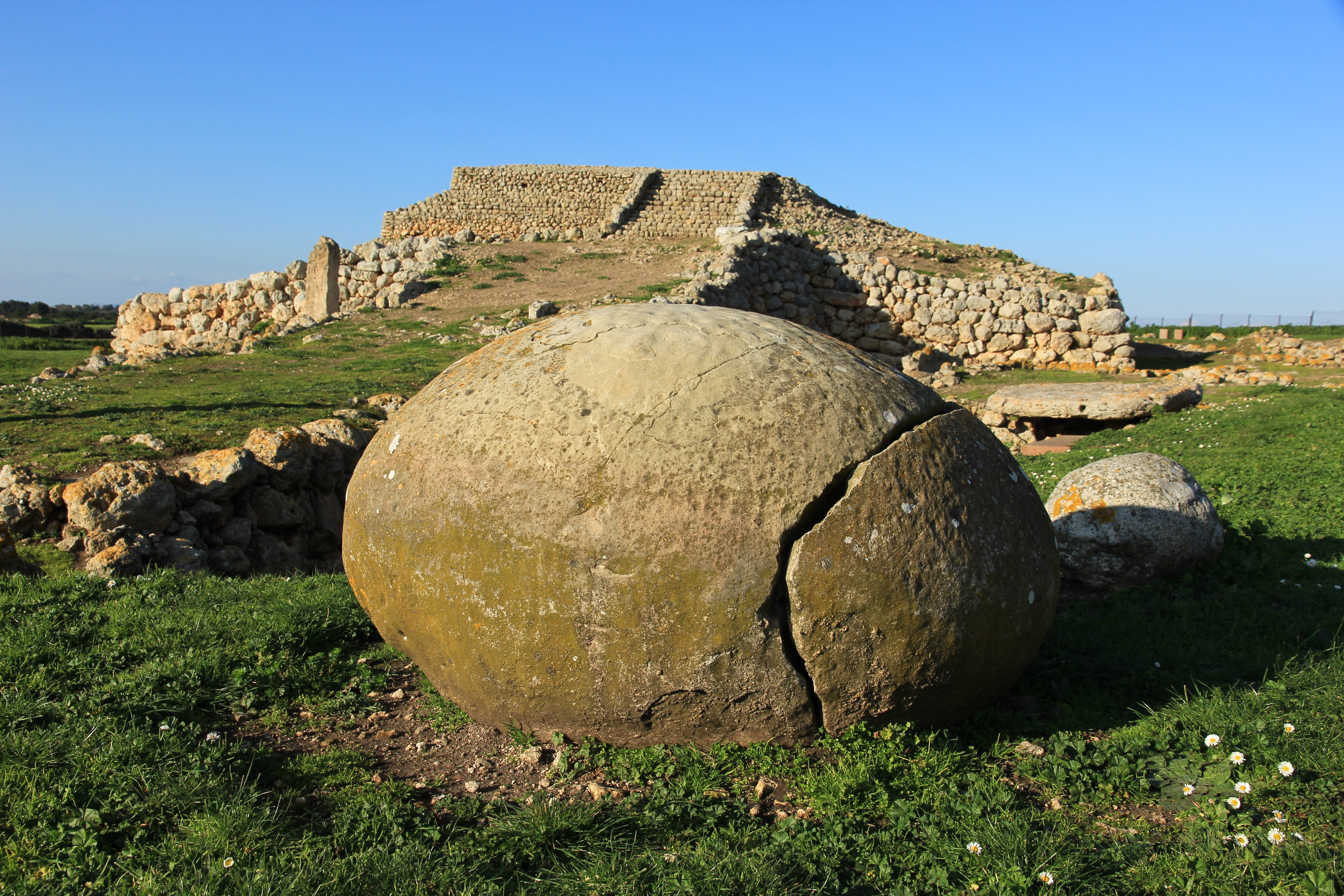
Der Hügel mit dem eiförmigen Stein westlich der Rampe

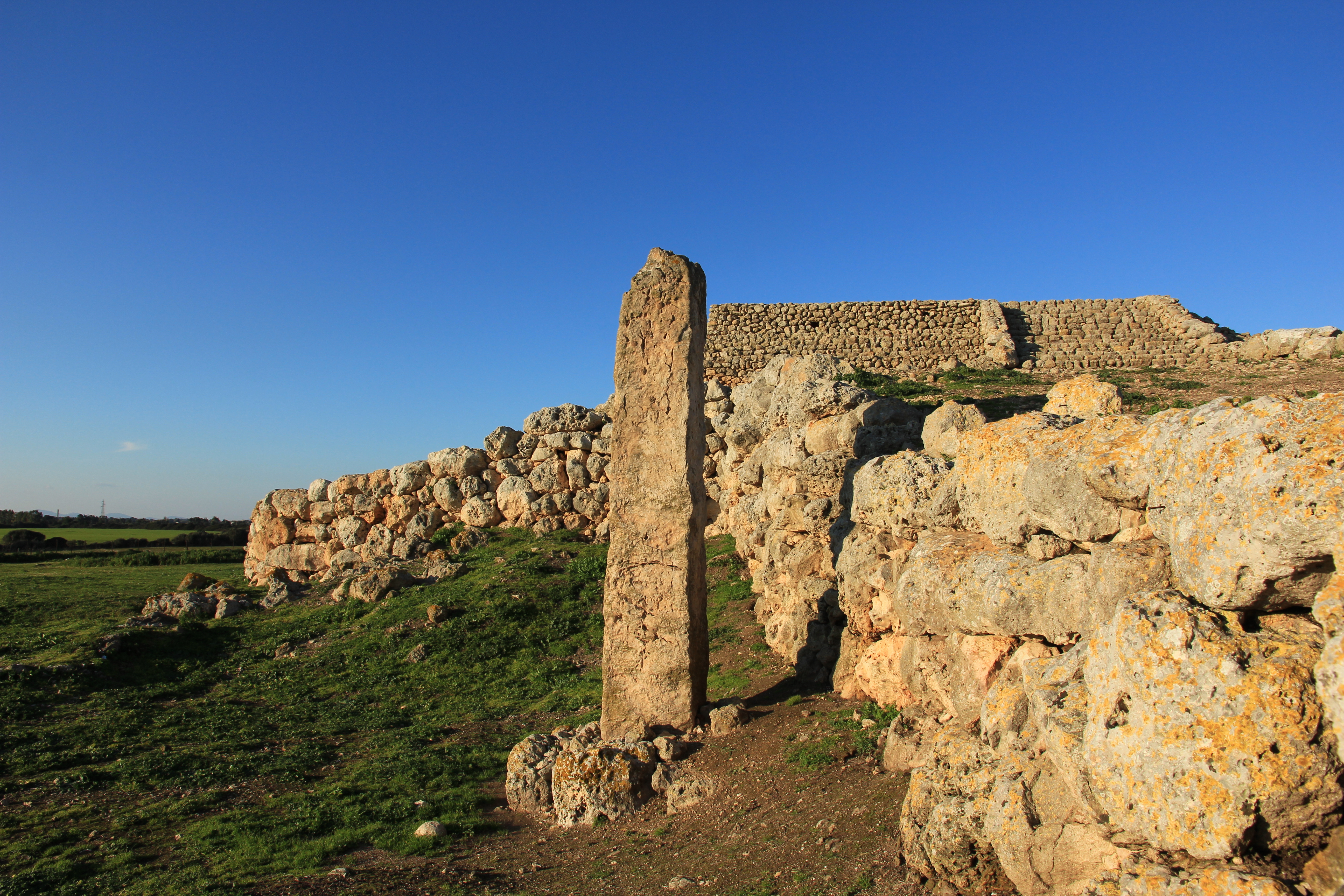
Der Menhir östlich der Rampe

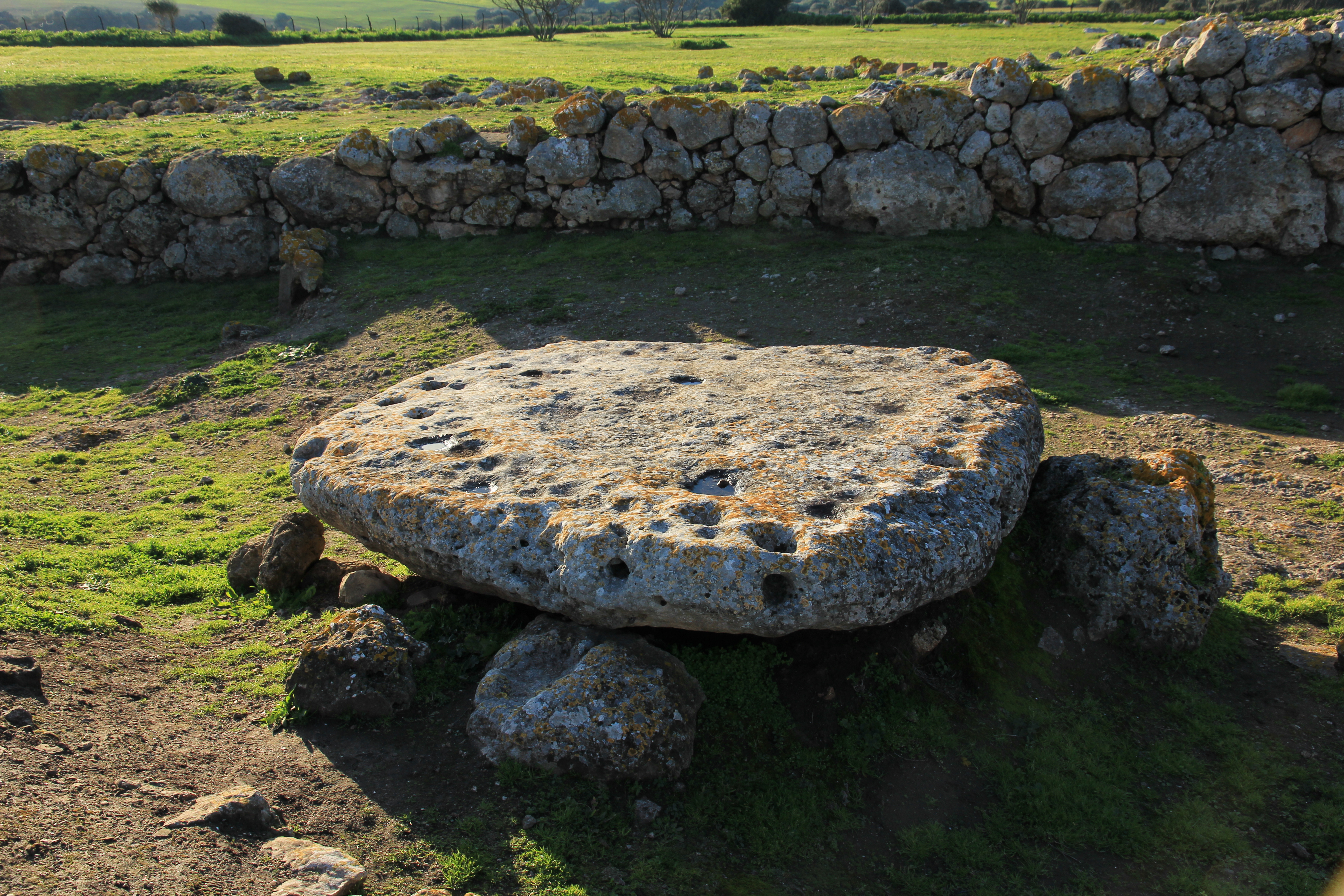
Der Altar

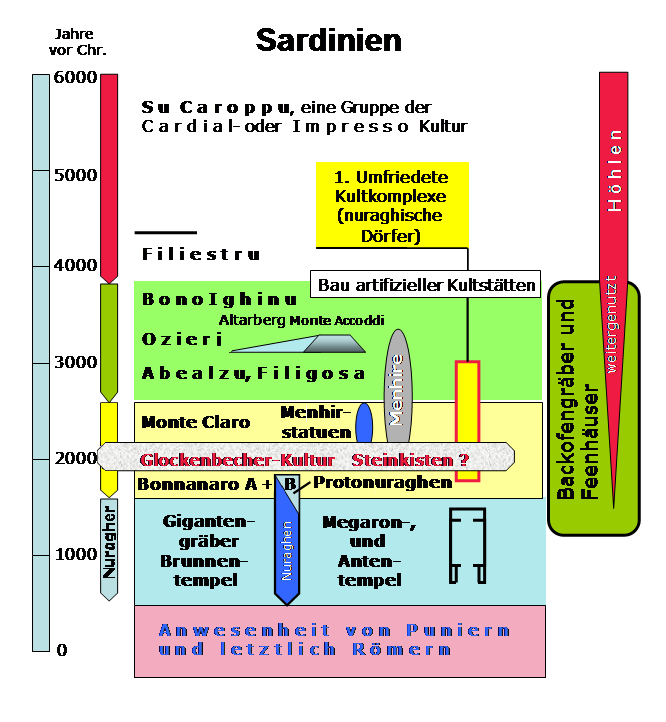
Einordnung des Monte d'Accoddi in die Sardische Kulturenfolge

Monte d’Accoddi ist eine bedeutende archäologische Fundstätte etwa 10,0 km nördlich der Provinzhauptstadt Sassari in der Metropolitanstadt Sassari auf Sardinien. Erste Besiedlungsspuren aus der Umgebung sind über 6200 Jahre alt, das Hauptbauwerk wurde wahrscheinlich vor 3000 v. Chr. begonnen.

## Name
Die Herkunft des Namens Monte d’Accoddi ist nicht geklärt, er könnte jedoch auf den sardischen Ausdruck Monte de Code (Berg aus Stein) zurückzuführen sein, der den Aufbau der megalithischen Anlage beschreibt. Die Terrasse des Monte d’Accoddi wurde während des Zweiten Weltkriegs von italienischen Truppen als Basis für Flugabwehrgeschütze genutzt und dabei als Bauwerk identifiziert.

## Beschreibung
Das Monument wurde in den 1950er Jahren von E. Contu ausgegraben. Es ist eine zweiphasige pyramidenförmige Struktur, von 36 × 29 m, gebaut aus großen kaum bearbeiteten Steinen, aufgefüllt mit anderem Material mit einer 9 m breiten und 41,8 m lang langen Rampe, die auf die obere Plattform führt.
Eine derartige Struktur ist für den Mittelmeerraum einzigartig, sie ähnelt jedoch mesopotamischen Tempeln, besonders den gestuften Ziggurats des 3. Jahrtausend v. Chr. Weitere Ausgrabungen wurden zwischen 1979 und 1989 unternommen. Testgrabungen enthüllten, dass der Komplex in mindestens zwei Bauabschnitten entstand und mehrfach aufgegeben und wieder genutzt wurde.
Ein Dorf in der Nähe bestand aus Rundhütten. Es datiert ungefähr auf 4500 v. Chr. In einem heiligen Bezirk, unterhalb der später errichteten Pyramide, wurde der 4,7 m lange Überrest eines Menhirs aus Kalkstein und eine Platte von 3,15 × 3,07 m gefunden, die auf Stützen ruhte, die ungefähr 70 cm hoch sind. Aufgrund ihrer Durchlochung wird sie als Altar für Libation und Opfer angesehen. Eine andere Trachyttafel (1,96 × 1,90 m) wurde rechts neben der Rampe gefunden.
Dieses erste Heiligtum, das der spätjungsteinzeitlichen Ozieri-Kultur zuzuordnen ist, wurde von der ersten Rampe teilweise bedeckt. Die Rampe der ersten Pyramide endete auf einer breiten Plattform, auf der ein rechteckiges Gebäude von 5 × 15 m stand, das die zentrale Kultstelle dargestellt. Von der verputzten, rot bemalten Struktur erhielten sich nur die Umgrenzung, eine ungefähr 70 cm hohe Mauer. Der Zugang war flankiert von zwei Pfostenlöchern. Die Grabung ergab, dass die erste Pyramide und ihr Tempel von einem Feuer zerstört wurden. Nachdem alles von Erd- und Steinschichten bedeckt war, wurde die Pyramide und die Rampe größer als zuvor wieder aufgebaut und mehrere Meter über der alten eine neue Kultstelle errichtet.
Es gibt fünf C14-Daten vom Monte d’Accoddi. Zwei stammen vom Boden des ersten Tempels (3020 und 2970 v. Chr.) und zwei nur wenig jüngere vom Boden um das Monument. Die fünfte Probe stammt aus einer Schicht, die sich um das Monument während der zweiten Phase ansammelte (2590 v. Chr.).
Die zweite Pyramide blieb während des Chalkolithikums in Gebrauch, wie Relikte dokumentieren, die in Hütten gefunden wurden, die nahe der Basis der Pyramide lagen. Die Artefakte gehören den Kulturen von Abealzu-Filigosa, der Monte-Claro-Kultur und der Glockenbecherkultur an. Während der Bonnanaro-Kultur, in der frühen Bronzezeit (Ende des 3., Anfang des 2. Jahrtausends), war die Pyramide nicht mehr im Gebrauch. Aus dieser Zeit wurde nur das Begräbnis eines Kindes in einer Ecke des oberen Teiles der Pyramide gefunden.
Die Hälfte des Profils der zweiten Pyramide wurde rekonstruiert und die andere Hälfte wird in dem ursprünglichen Zustand belassen.